# Il sussurro della calunnia
Il sussurro della calunnia (The Whispered Name) è un film muto del 1924 diretto da King Baggot. La sceneggiatura di Lois Zellner si basa su The Co-respondent, lavoro teatrale di Rita Weiman e Alice Leal Pollock andata in scena in prima a New York il 10 aprile 1916.

## Trama
Anne Gray sta per sposare Robert Gordon, un cattivo soggetto che ha organizzato per lei un falso matrimonio. La giovane è salvata dall'arrivo di Lagdon Van Kreel. Lavorando come reporter, Anne è incaricata dal giornale a seguire i fatti della cronaca rosa e viene perciò inviata a coprire un caso di divorzio da prima pagina, quello tra il milionario Van Kreel e sua moglie Marcia. Quest'ultima vuole citare, con sbalordimento di Anne, proprio Anne come correa nella causa in corso. John Manning, il direttore del giornale, salva Anne e tacita la moglie.

## Produzione
Il film fu prodotto dalla Universal Pictures con il titolo di lavorazione Blackmail o The Co-respondent.

## Distribuzione
Il copyright del film, richiesto dalla Universal Pictures, fu registrato il 10 dicembre 1923 con il numero LP19701.
Distribuito dalla Universal Pictures, il film uscì nelle sale cinematografiche statunitensi il 21 gennaio 1924. In Italia, l'Universal lo distribuì nel 1925 dopo aver ottenuto il visto di censura 20313.
Non si conoscono copie ancora esistenti della pellicola che viene considerata presumibilmente perduta.